# Kaple svatého Jana Nepomuckého (Horní Vltavice)
Kaple svatého Jana Nepomuckého v Horní Vltavici stojí na jihozápadním okraji silničního mostu č. 4-073 u silnice I/4 v okrese Prachatice. Je zapsána v Ústředním seznamu kulturních památek České republiky.

## Historie
Barokní kaple svatého Jana Nepomuckého je spojena s výstavbou dřevěného mostu přes řeku Teplá Vltava v polovině 18. století.

## Popis
Kaple je orientovaná zděná omítaná stavba na půdorysu obdélníku s trojúhelníkovým štítem, posazená na vysokém kamenném soklu. Fasáda je členěna lizenovými rámy. Hlavní římsa je profilovaná, střecha je sedlová zvalbená a krytá eternitovými šablonami. Západní průčelí zakončuje trojúhelníkový štít s kamenným křížem na vrcholu. V průčelí je vstup s obloukovým záklenkem a nad vchodem se nachází obdélné okno s půlkruhově vyklenutými stranami. V interiéru je placková klenba a socha svatého Jana Nepomuckého.